# Érase una vez... el espacio
Érase una vez... el espacio (en francés: Il était une fois... l'Espace) es una serie de televisión animada de 26 episodios con una duración de unos 25 minutos. Creada por Albert Barillé en los estudios Procidis y animada en Japón por  Eiken, fue difundida por la cadena France 3 a partir del 9 de octubre de 1982. Participaron en la realización de esta serie España, Bélgica, Canadá, Francia, Italia, Japón, Noruega, Países Bajos, Suecia y Suiza.
En esta serie por medio de los recursos de la ciencia ficción, se critica la intolerancia, la ignorancia y la avaricia, así como la excesiva modernización y los peligros de la robotización. En ella se recrea una posible humanidad en el año 3023. En esta serie se intenta enseñar entre otras cosas que los que respetan a los demás por diferentes que sean son verdaderamente humanos, se incluye en este concepto todas las razas inteligentes, sin importar su origen.
A diferencia de otras entregas de la franquicia Érase una vez..., el enfoque divulgativo y educativo queda en segundo plano, y toma protagonismo en las tramas la aventura y la ficción pura. El diseño de algunos de sus personajes reaparecería posteriormente en Érase una vez... la vida representando a las defensas del cuerpo humano.
Tras la finalización de la serie se produjo una película de 94 minutos llamada La Venganza de los Humanoides, que sólo se proyectó en cines en Francia, y cuyo metraje correspondía a los últimos 4 episodios de la serie.

## Lista de episodios
- 1. El planeta Omega
- 2. Los saurios
- 3. El planeta verde
- 4. El sector de Andrómeda
- 5. Los cromagnones
- 6. La insurrección de los robots
- 7. El planeta Mythos
- 8. El largo viaje
- 9. Casiopea
- 10. El planeta despedazado
- 11. Los náufragos del espacio
- 12. Los gigantes
- 13. Los incas
- 14. El hogar de los dinosaurios
- 15. Los anillos de Saturno
- 16. La amenaza imparable
- 17. Tierra
- 18. La Atlántida
- 19. El extraño retorno hacia Omega
- 20. El desquite de los robots
- 21. Los humanoides
- 22. Un mundo hostil
- 23. La ciudad voladora
- 24. La gran computadora
- 25. Combate de titanes
- 26. El infinito del espacio

## Personajes principales

### Los protagonistas
- Pedro. Coronel y jefe de la policía espacial de Omega, está felizmente casado con la presidenta de la Confederación. Hombre recto, estricto y de una gran moralidad.
- Flor. Presidenta de la Confederación, es una mujer de gran fortaleza, gracias a la cual puede llevar a cabo su función de consenso frente a los miembros del Consejo tras su rostro sonriente. Es la madre de Pedrito.
- Pedrito. Hijo del coronel Pedro y de la presidenta Flor, se alistó a la policía espacial de Omega tras acabar sus estudios y se encuentra al mando de una nave tipo Libélula. Muchacho bueno, valiente, a veces intrépido, posee un espíritu curioso y una gran sed de descubrimiento
- Kira. De nombre real Mercedes, es una joven tranquila y serena particularmente intuitiva. Es la compañera de patrulla de Pedrito y probablemente su novia. Reacia a matar, prefiere usar su arma en modo paralizador por el gran respeto que tiene a los seres vivos.
- Metro/Copito. Es un robot, más en concreto un androide con cerebro positrónico, que acompaña a Pedrito y Kira en sus patrullas y los ayuda a conocer los mundos visitados. Creado por el profesor Maestro a su imagen, es un erudito entre los robots. Metro piensa(con razón) que es más brillante e inteligente que su creador, lo que hace poner de mal humor a este.
- Gordo. Comandante subordinado al coronel Pedro, es un hombre de temperamento impulsivo que prefiere una buena pelea antes que discutir. No oculta su aversión por los miembros de la Confederación de Casiopea.
- Maestro. Sabio asesor del Consejo y "decano" de la Confederación de Omega, también es creador del androide Metro y de las naves de la Confederación de Omega.
- Pequeño Gordo. Es el mejor amigo de Pedrito. Están juntos desde la Academia de Policía y se conocen desde hace mucho tiempo . Hijo del Comandante Gordo, posee el mismo temperamento que su padre, es decir, una preferencia por la lucha. Tiene una fuerza fuera de lo normal. A veces es difícil, pero siempre valiente. Al igual que su padre, trabaja en la Policía Espacial de Omega.

### Los antagonistas
- Tiñoso. Jefe supremo de la constelación de Casiopea, es un ser agresivo, autoritario, estúpido, estrecho de mente y sin sentido común que quiere apropiarse del resto del Universo por todos los medios. Es el típico villano.
- Canijo. Cónsul de Casiopea y representante del Tiñoso en el consejo de la Confederación de Omega, es también su consejero.
- Gran ordenador. Aparece hacia el final de la serie (ep.21). Es el cerebro de los humanoides. Fue creado por un científico de la tierra que estaba cansado de los conflictos. Dicho creador no era una mala persona porque su propósito era evitar que los humanos hicieran la guerra, sino que lo era por los medios para conseguir dicho fin; queriendo imponer, de hecho, una dictadura totalitaria. Al final de su vida el creador pidió perseguir este objetivo. El Gran Ordenador, fiel al programa original, es el símbolo del sistematismo frío de las máquinas que, pese a perfeccionarse a sí mismas, no pueden sustituir al juicio humano.

### Personajes secundarios
- Maestro del siglo XX. Es el homónimo del Maestro de Omega. Partió de la Tierra en el año 2023, quedando en estado de hibernación hasta la llegada a Omega en la época de la serie. Se parece físicamente(calvicie incluida) al creador de la serie, Albert Barillé.

## Doblaje en español de España
- Pedro: Antonio García Moral (Roger Carel V.O.)
- Gordo: Joaquín Vidriales (Alain Dorval V.O.)
- Metro/Copito: José Carabias (Roger Carel V.O.)
- Canijo: José Moratalla (Roger Carel V.O.)
- Pedrito: David Rocha (Vincent Ropion V.O.)
- Flor: Ana María Saizar (Annie Balestra V.O.)
- Kira: Conchita Núñez (Annie Balestra V.O.)
- Tiñoso: Javier Martín (Alain Dorval V.O.)
- Maestro: Francisco Sánchez (Roger Carel V.O.)

## Naves espaciales
El ilustrador francés Philippe Bouchet (más conocido como Manchu) trabajó en algunos de los diseños de decorados y naves espaciales de la serie.
Confederación de Omega:
- Pulga del espacio
- Colibrí
- Araña
- Libélula
- Pájaro azul
- Crucero de Omega
- Nave lanzadera de Omega
- Cosmopolitan

Casiopea:
- Nautilus
- Murena
- Crucero de combate

Tierra:
- Ursus